# Okuloskeletalna displazija
Okuloskeletalna displazija (OSD) (angl. oculoskeletal dysplasia) je genetska bolezen domačega psa, ki najpogosteje prizadane labradorce in samojede. Vzrok za obolenje je mutacija na genu COL9A3 (kolagen, tip IX, alfa 3) pri labradorcih in na genu COL9A2 (kolagen, tip IX, alfa 2) pri samojedih. Deduje se avtosomalno recesivno - fenotip se izrazi le pri recesivnih homozigotih. Znaki bolezni so napake v razvoju oči in kosti, heterozigoti imajo lahko manjše deformacije oči, vendar je razvoj kosti normalen. Obolele živali imajo skrajšane ude (angl. dwarfism), nepravilno razvite oči, prihaja do odstopa mrežnice in sive mrene.

## Mutacije
Pri labradorcih gre za mutacijo na genu COL9A3 na 24. kromosomu, lokus drd1 (dwarfism with retinal dysplasia type 1); do mutacije pride zaradi insercije gvanina v 1. eksonu.
Pri samojedih se mutacija pojavi na genu COL9A2 na 15. kromosomu, lokus drd2 (dwarfism with retinal dysplasia type 2); gre za delecijo 1267 bp na 5` koncu (odstrani se celoten 1. ekson).

## Podobne bolezni
Podobne bolezni pri ljudeh se dedujejo večinoma dominantno:
- MED (angl. multiple epyphiseal dysplasia), povzročijo jo lahko mutacije na genih COMP, COL9A1, COL9A2, COL9A3 ali MATN3
- Sticklerjev sindrom, mutacija na genu COL2A1
- Marshallov sindrom, mutacija na genu COL11A1